# Giulio Marcon
Giulio Marcon (Roma, 28 novembre 1959) è uno scrittore, saggista e politico italiano.

## Biografia
Negli anni '80 è stato segretario generale per l'Italia del Servizio Civile Internazionale.
Agli inizi degli anni '90 è stato portavoce dell'Associazione per la pace e poi presidente del Consorzio Italiano di Solidarietà.
Nel 1992 ha fondato l'associazione Lunaria (di cui è stato presidente fino al 2010) e nel 1999 ha dato vita alla campagna Sbilanciamoci! (di cui è stato portavoce fino al 2013).
Ha insegnato dal 2003 al 2008 politiche sociali e politiche per il terzo settore nelle Università di Cosenza e Urbino.
È stato dal 2009 al 2013 presidente del Comitato Scientifico della Scuola del Sociale della Provincia di Roma.
Nel 2008 ha fondato con Goffredo Fofi le Edizioni dell'Asino, che organizzano dal 2010 a Roma il Salone dell'editoria sociale.

### Attività sociale e culturale
È stato per 30 anni impegnato nel settore non profit, dell'associazionismo e dei movimenti sociali. Impegnato nel movimento pacifista negli anni '80 e '90, ha partecipato alla mobilitazione per il disarmo, per il diritto all'obiezione di coscienza e la promozione del servizio civile.
Dal 1992 è stato impegnato nel movimento di solidarietà con le vittime della ex Jugoslavia organizzando missioni ed attività umanitarie in Bosnia Erzegovina, Serbia e Kosovo. Con l'ICS ha coordinato e promosso decine di progetti di ricostruzione, dopo la fine della guerra, in ambito sociale, economico e nella tutela dei diritti umani. Ha promosso con le organizzazioni di cui ha fatto parte progetti di solidarietà in Israele, Palestina e Iraq.
Ha partecipato negli anni '90 alla promozione del Forum del terzo settore, con incarichi specifici nel settore della comunicazione e dell'informazione.
Nel 1999 ha dato vita alla campagna Sbilanciamoci! sulla spesa pubblica e le politiche economiche, campagna di cui fanno parte 49 organizzazioni, tra cui: WWF, Pax Christi, Legambiente, Arci, CNCA, Emergency, Cittadinanzattiva, Antigone, Beati i costruttori di pace, Federazione Italiana Superamento Handicap (FISH).
A partire dagli '90 ha collaborato prima con il Ministero Affari Esteri e poi con la Presidenza del Consiglio per la realizzazione in Italia dei programmi comunitari di scambi giovanili e di volontariato internazionale (programmi "Gioventù per l'Europa").
Con le Edizioni dell'Asino -coordinate insieme a Goffredo Fofi- ha pubblicato oltre 60 titoli e ha promosso il Salone dell'Editoria Sociale che si tiene ogni mese di ottobre presso la struttura di Porta Futuro a Roma. Ha vinto nel 2000 il premio de "Lo Straniero".
Ha collaborato con l'Unità e Rai-Radio 3. Collabora attualmente con il quotidiano "il manifesto" e ha un blog sull'Huffington Post.
Ha collaborato con altri periodici e riviste tra cui: Gli Asini, Lo Straniero, Linea d'ombra, La terra vista dalla luna.

### Attività politica
Il 25 febbraio 2013 viene eletto come deputato indipendente con Sinistra Ecologia Libertà.
Come deputato indipendente di Sinistra Ecologia e Libertà, ha fatto parte della Commissione Bilancio della Camera (di cui è stato Segretario). Nella sua attività parlamentare ha fatto approvare l'introduzione degli indicatori di benessere nella riforma della legge di bilancio e il sostegno alla finanza etica e responsabile.
Ha coordinato il gruppo dei "parlamentari per la pace" di cui facevano parte oltre 70 deputati e senatori- impegnati alla Camera e al Senato sui temi del disarmo e della pace. Protagonista dell'iniziativa in parlamento contro l'acquisto e la produzione dei cacciabombardieri F35, è suo l'emendamento che nella legge di stabilità del 2014 introduce un finanziamento per tre anni a favore dei "corpi civili di pace".
Il 28 febbraio 2017 diventa capogruppo di "Sinistra Italiana - Sinistra Ecologia Libertà - Possibile" alla Camera dei Deputati, succedendo ad Arturo Scotto che, assieme ad altri 17 deputati, ha abbandonato il partito per aderire ad Articolo 1 - Movimento Democratico e Progressista.
Alle elezioni politiche del 2018 è candidato al Senato con Liberi e Uguali senza essere eletto. Nel collegio uninominale di Venezia, infatti, fermandosi al 3,62% dei voti, è superato dalla candidata del centro-destra (in quota FI) e futura Presidente del Senato Elisabetta Casellati, e non risulta eletto nemmeno al proporzionale.

## Opere
- L'aiuola che ci fa tanto feroci. 2025 Edizioni altreconomia
- I sindacato nell'Italia che cambia, 2024 Edizioni e/o
- Il giovane Marx, 2022 Jaca Book
- Morire per un libro. Una storia proletaria, 2019 Stampa Alternativa
- La sinistra che verrà (con Giuliano Battiston), 2018, minimum fax
- Alex Langer, La conversione ecologica, 2015  Jaca Book
- Berlinguer. L'austerità giusta, 2014 Jaca Book
- Sbilanciamo l'economia (con Mario Pianta), 2013 Laterza
- Lavorare nel sociale, 2011, Edizioni dell'Asino
- Fare pace, 2010, Edizioni dell'Asino
- Le utopie del ben fare, 2006 L'Ancora del Mediterraneo
- Come fare politica senza entrare in un partito , 2005 Feltrinelli
- Pacifismo, voce di aggiornamento dell'Enciclopedia Treccani 2004
- Le ambiguità degli aiuti umanitari. Indagine critica sul Terzo settore, 2002, Feltrinelli
- Dopo il Kosovo, 2000 Asterios
- Il paese nascosto (con Monica Nonno); 1994 Edizioni e/o